# Тіна Блау
Тіна Блау (нім. Tina Blau, 15 листопада 1845 — 31 жовтня 1916) — австрійська художниця у жанрі пейзажу.

## Життєпис
Тіна Блау народилась 1845 року у Відні у єврейській родині. Її батько був лікарем медичної служби австро-угорських збройних сил та всебічно підтримував її вибір стати художницею. Вона успішно брала уроки в Аугуста Шеффера та Вільшельма Лінденшміта у Мюнхені (1869—1873). Пізніше вона навчалась з Емілем Шиндлером у замку Планкенберг, що біля Нойленгладбаха. У них була спільна студія у 1875—1876 роках, але вони посварились і перестали співпрацювати.
1883 року вона змінила віросповідання з Юдаїзму на Лютеранство та одружилась з Гайнріхом Ланґом, художником, який спеціалізувався на картинах з зображенням коней та військових баталій. Вони переїхали до Мюнхена 1889 року, де вона викладала малювання натюрмортів та пейзажів у Жіночій академії Мюнхенської художньої асоціації. 1890 року вона там провела свою першу велику виставку.
Після смерті чоловіка вона провела десять років подорожуючи Нідерландами та Італією. Після повернення вона заснувала свою студію у Ротонді. 1897 року вона, разом з Ольгою Прагер, Розою Майредер та Карлом Федерном заснували Віденську жіночу академію, де вона викладала до 1915 року.
Останнє своє літо вона провела працюючи у Бад-Гастайні, після чого поїхала до санаторію у Відні для медичного обстеження. Там вона і померла від зупинки серця. Похована на центральному кладовищі у Відні. Віденський мистецький дім продав на аукціоні все її майно та провів велику виставку її робіт за всю кар'єру.

## Галерея

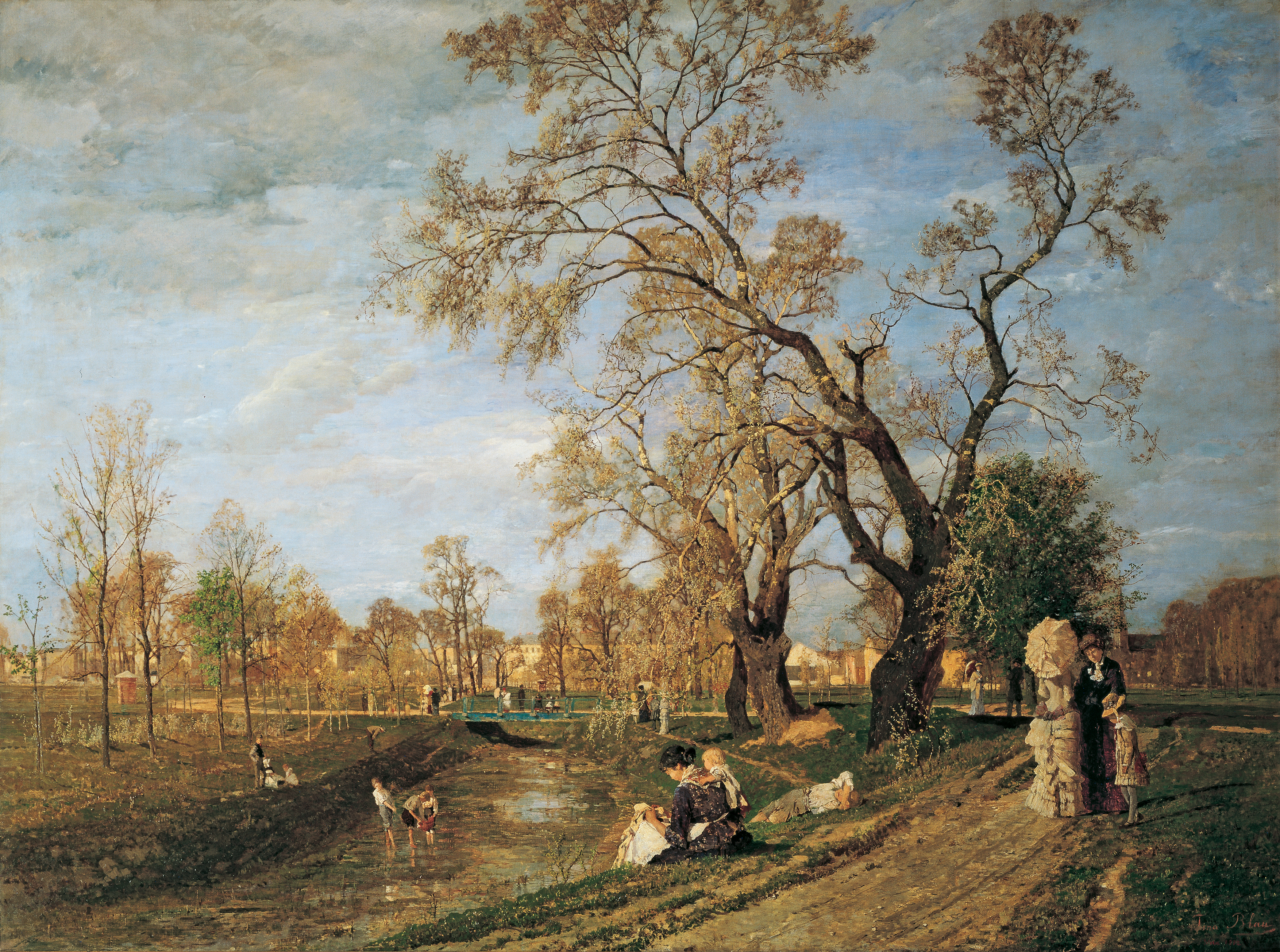
Весна в Пратері (1882)
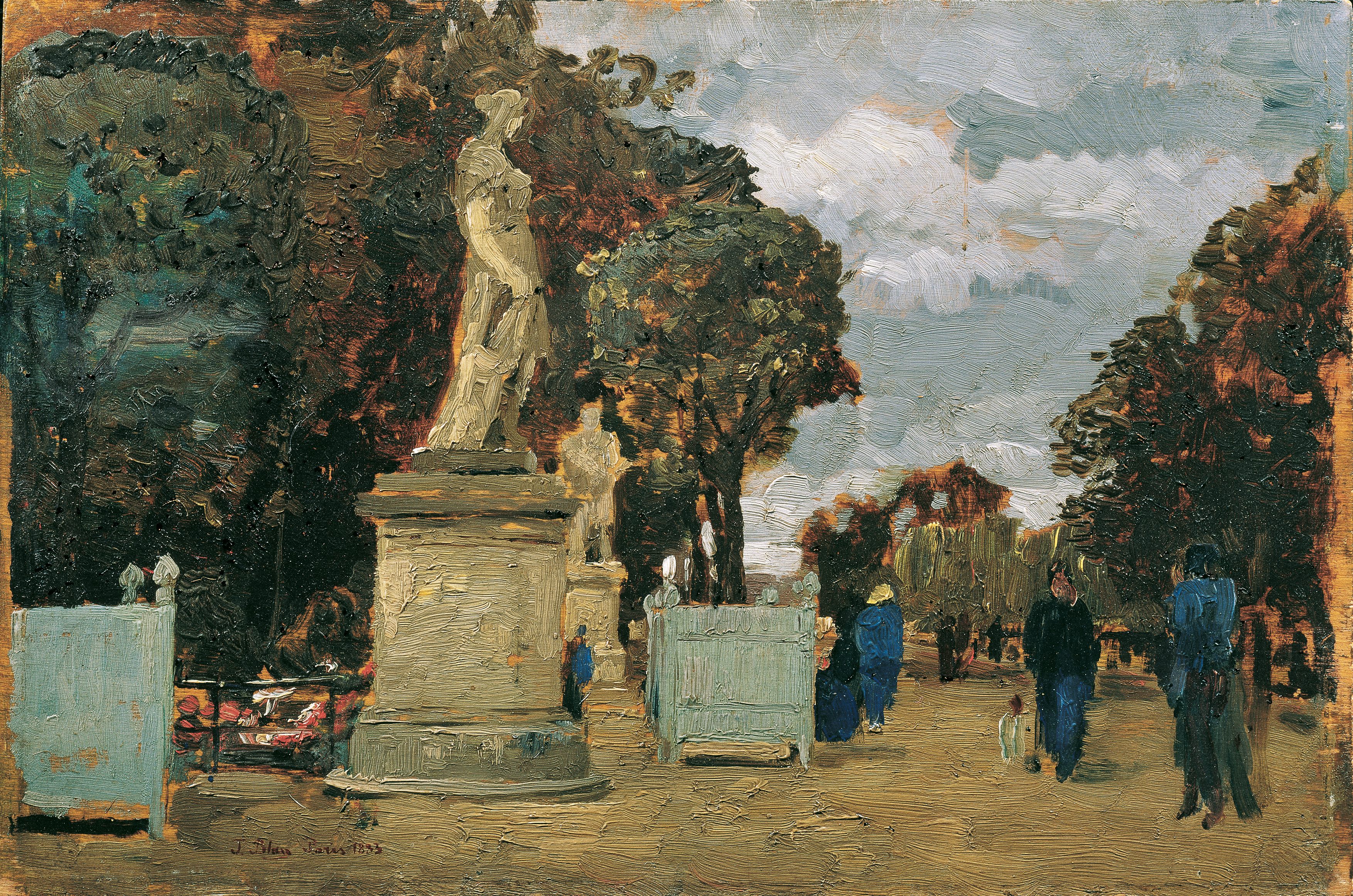
З Тюїльрі — Сірий день (1883)
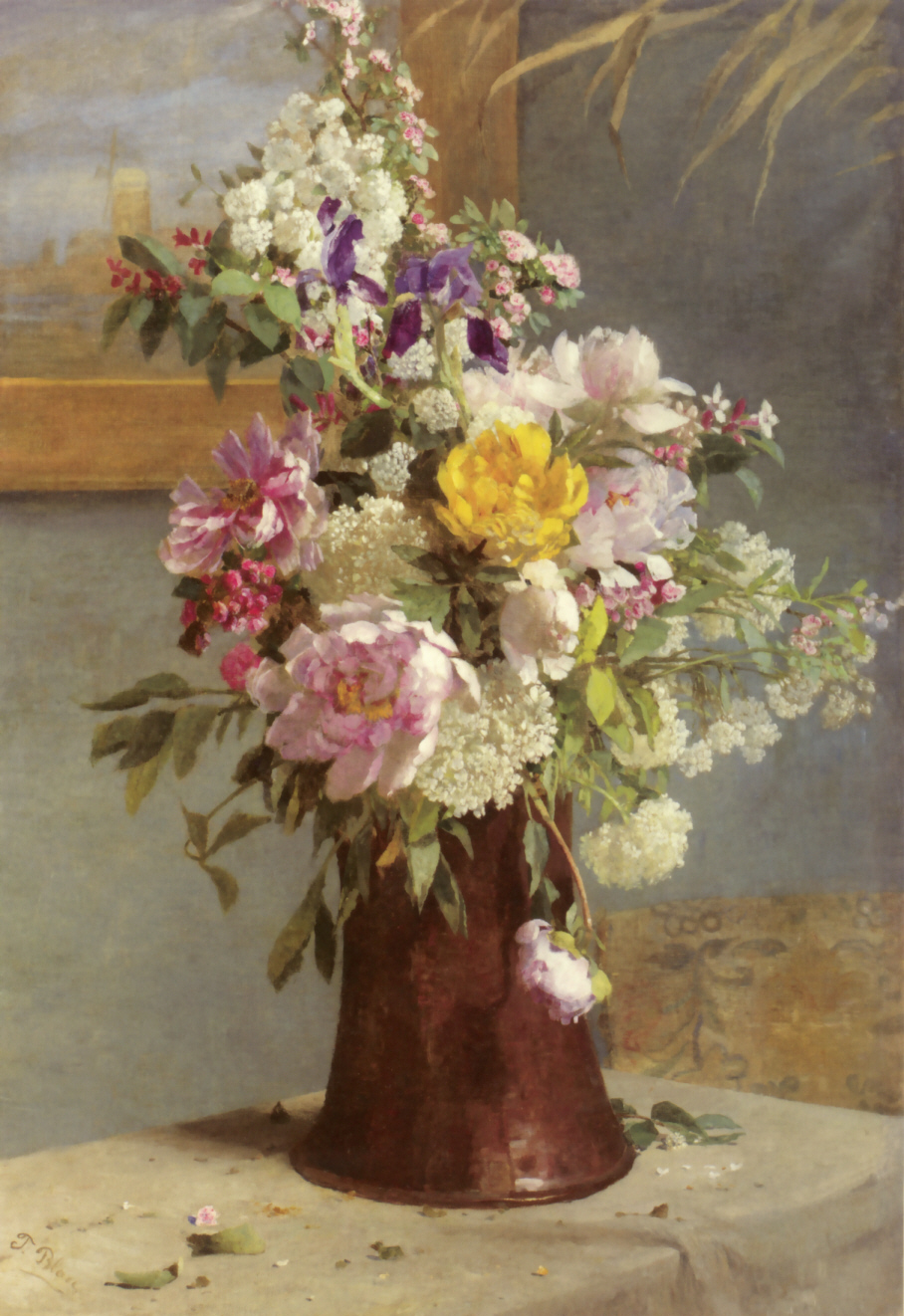
Pfingststrauß (1898)
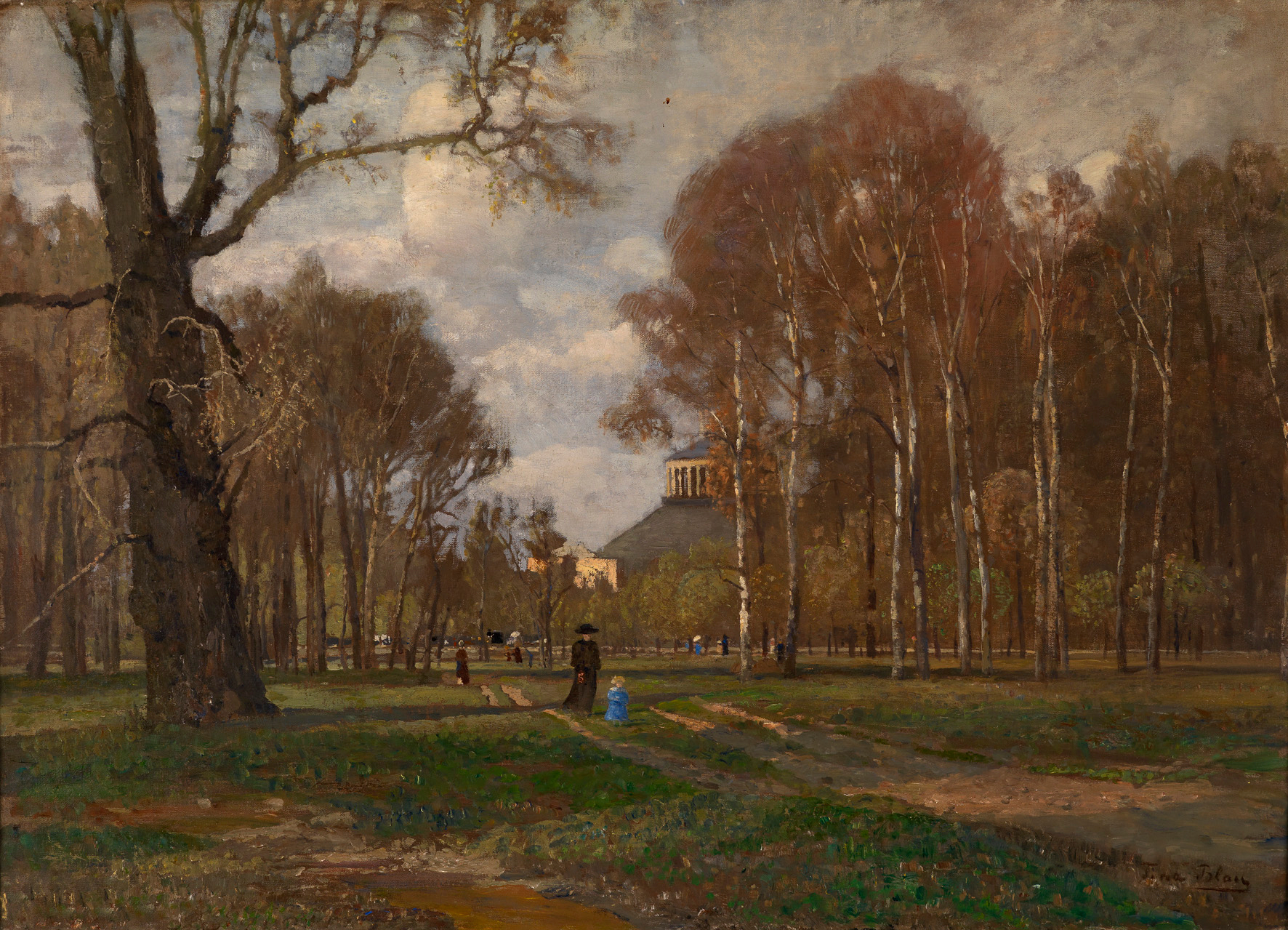
Берези біля ротонди. (Відень, Пратер) (1914)
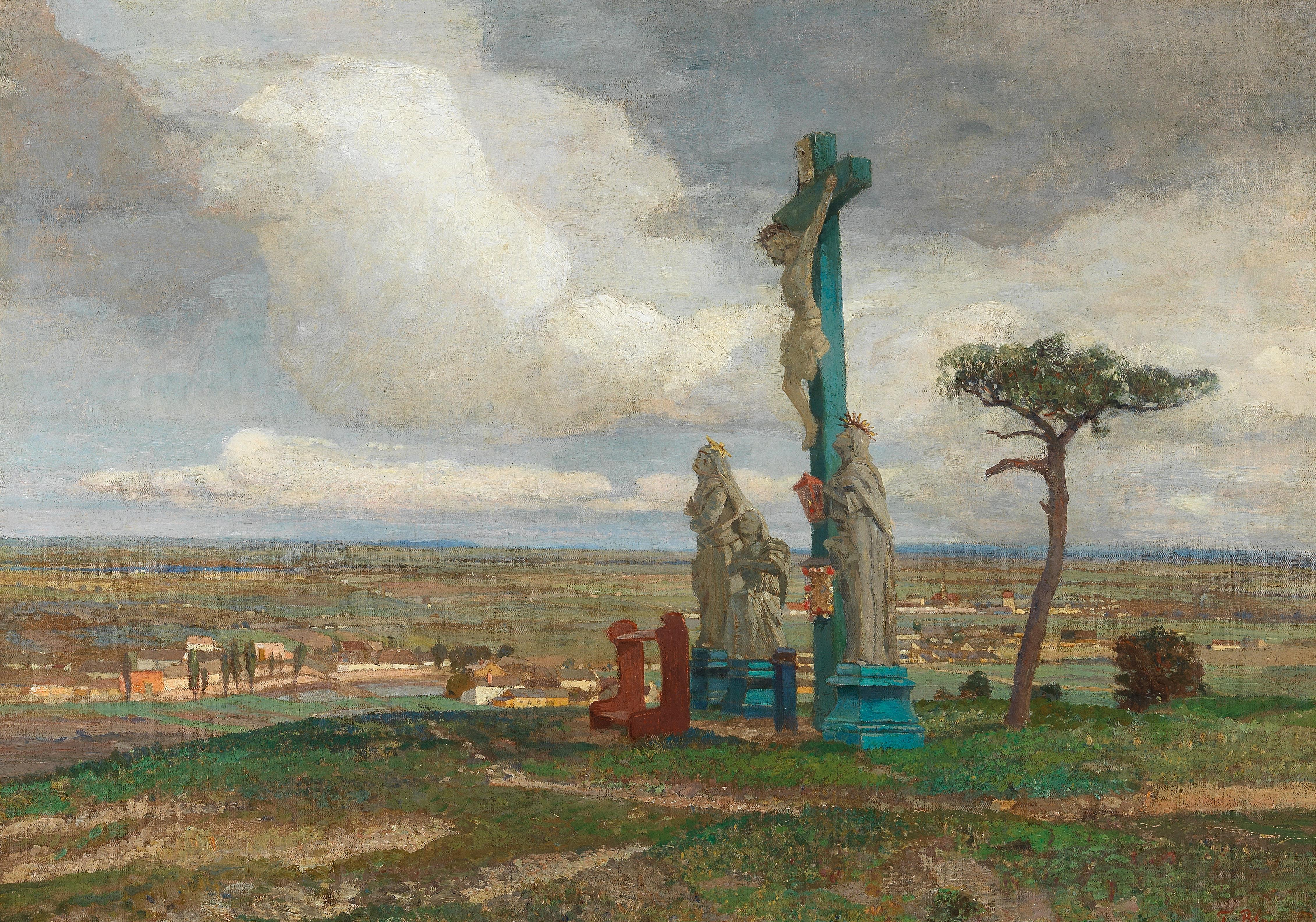
Голгофська група на Хохбергі поблизу Перхтольдсдорфа (1898)
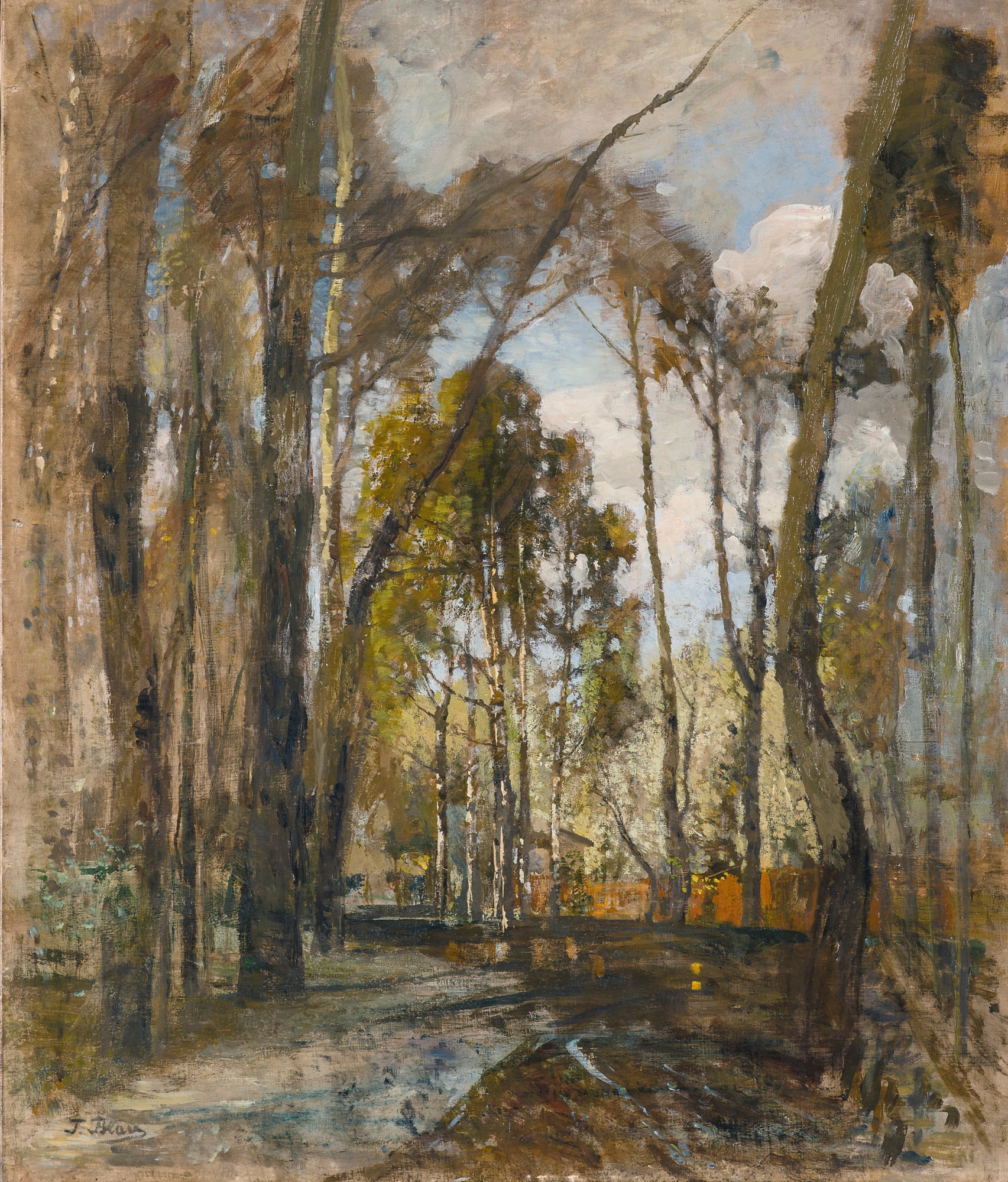
Сади Пратера після дощу (до 1912)
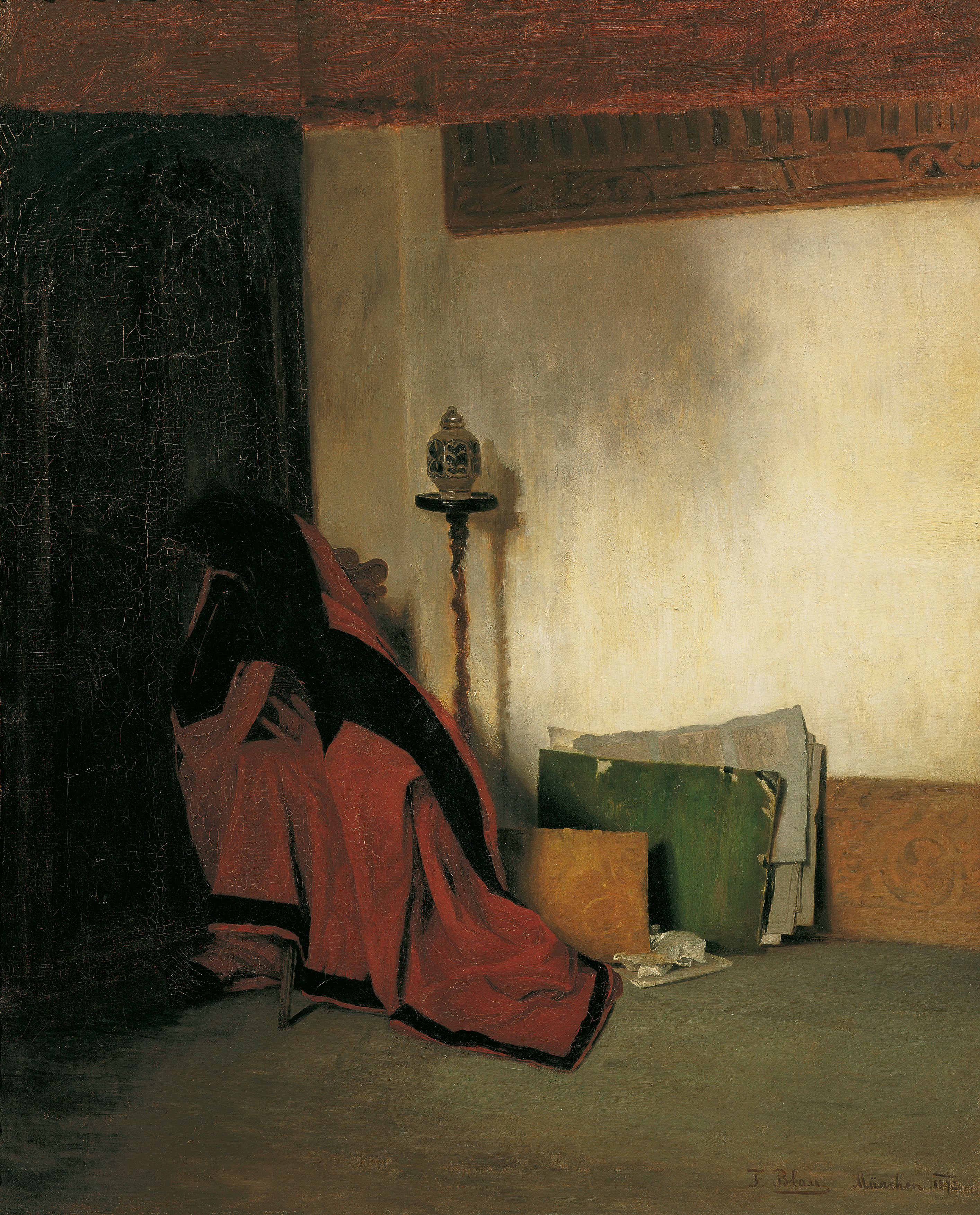
Куточок студії (1872)
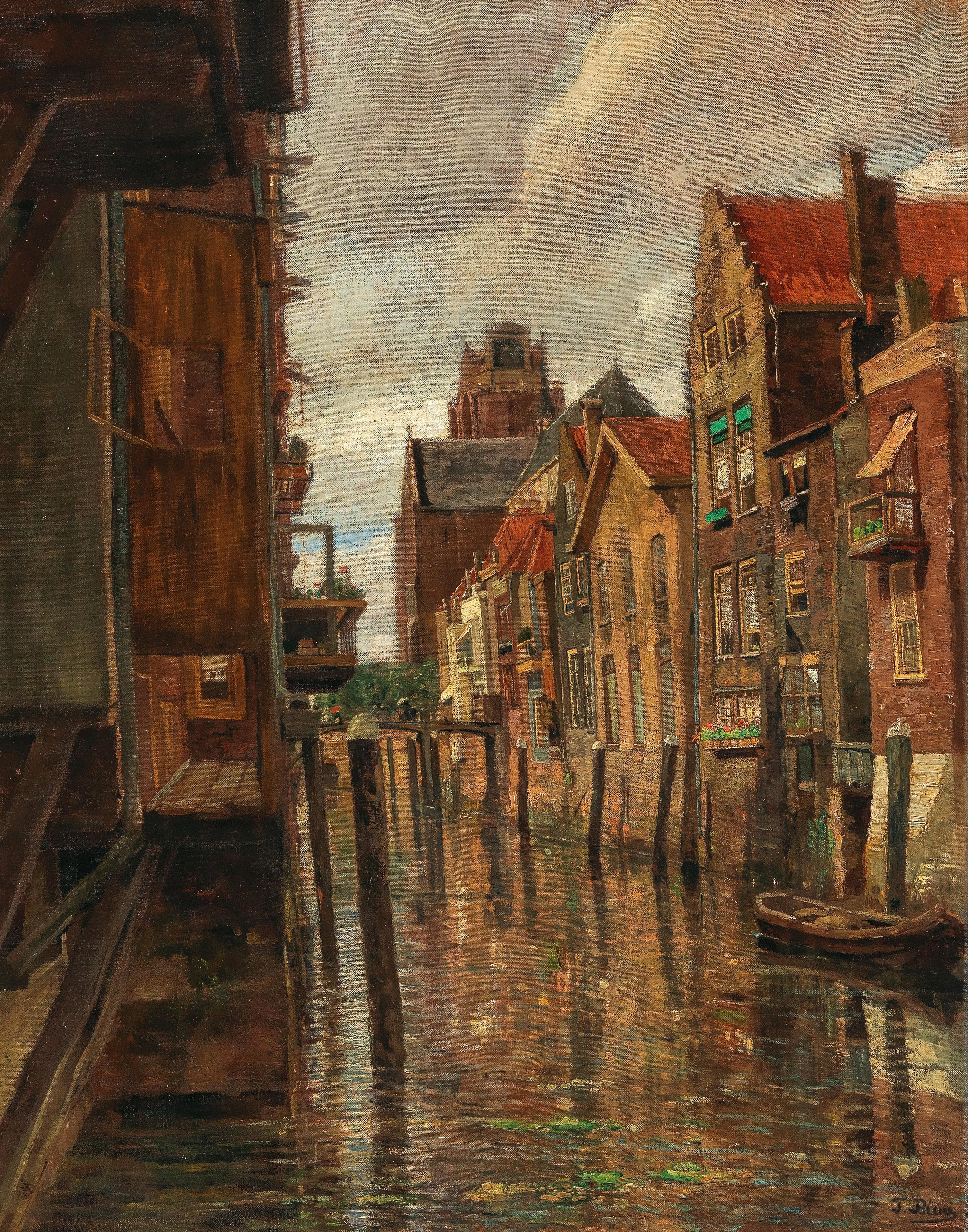
Канал в Дордрехті (до 1916)
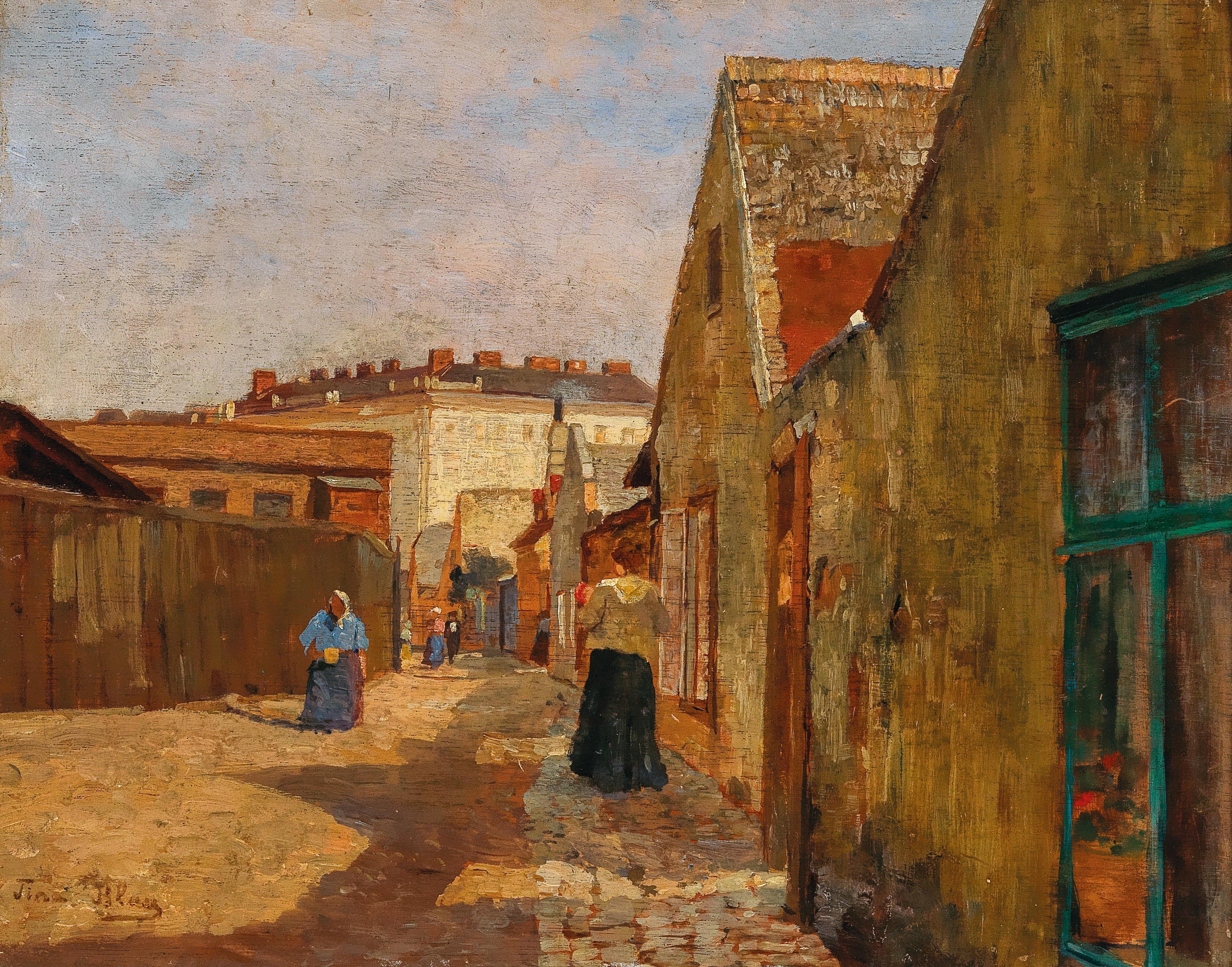
Тупикова вулиця у Відні-Ердберг (1910)
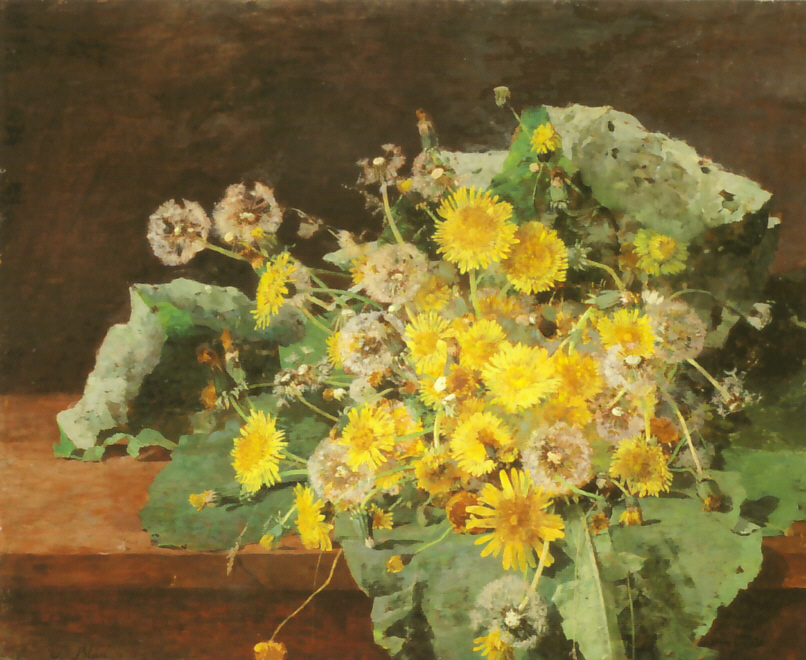
Квітучі кульбаби
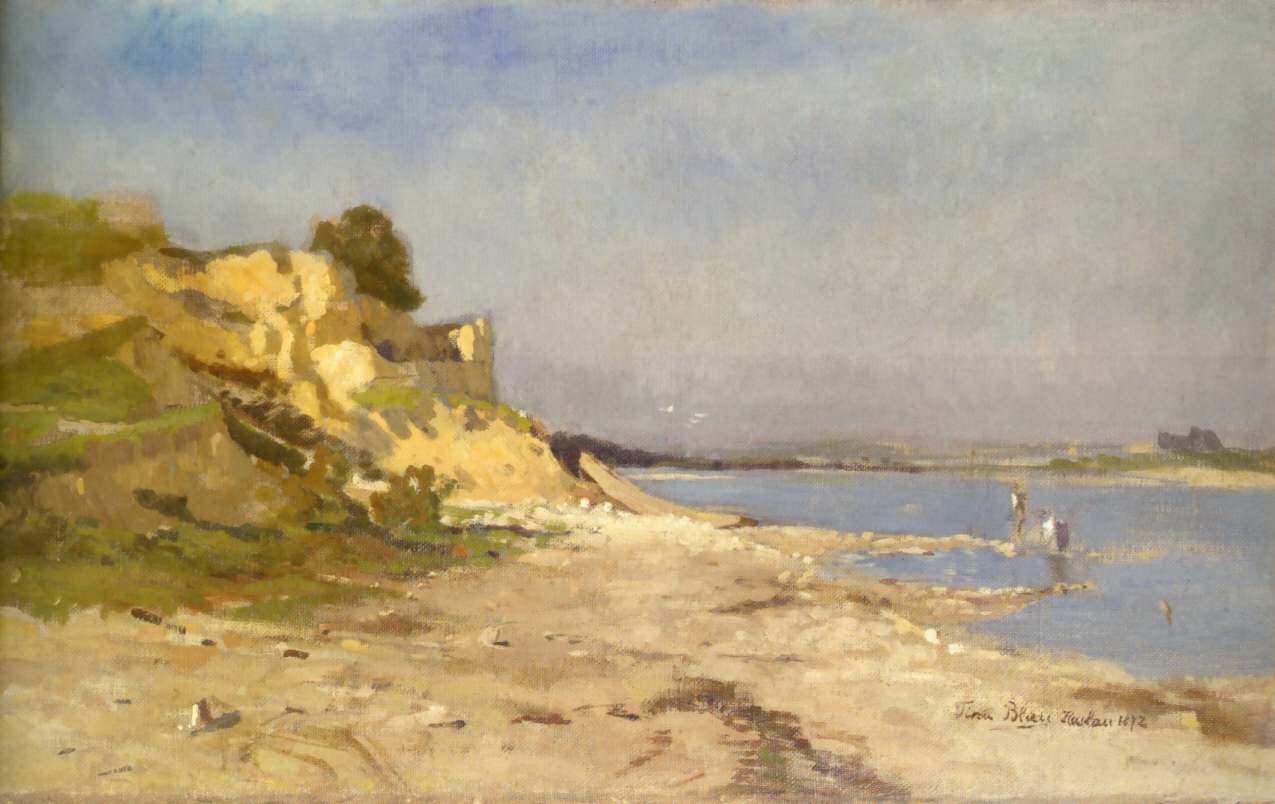
На Дунаї біля Гаслау (1872)
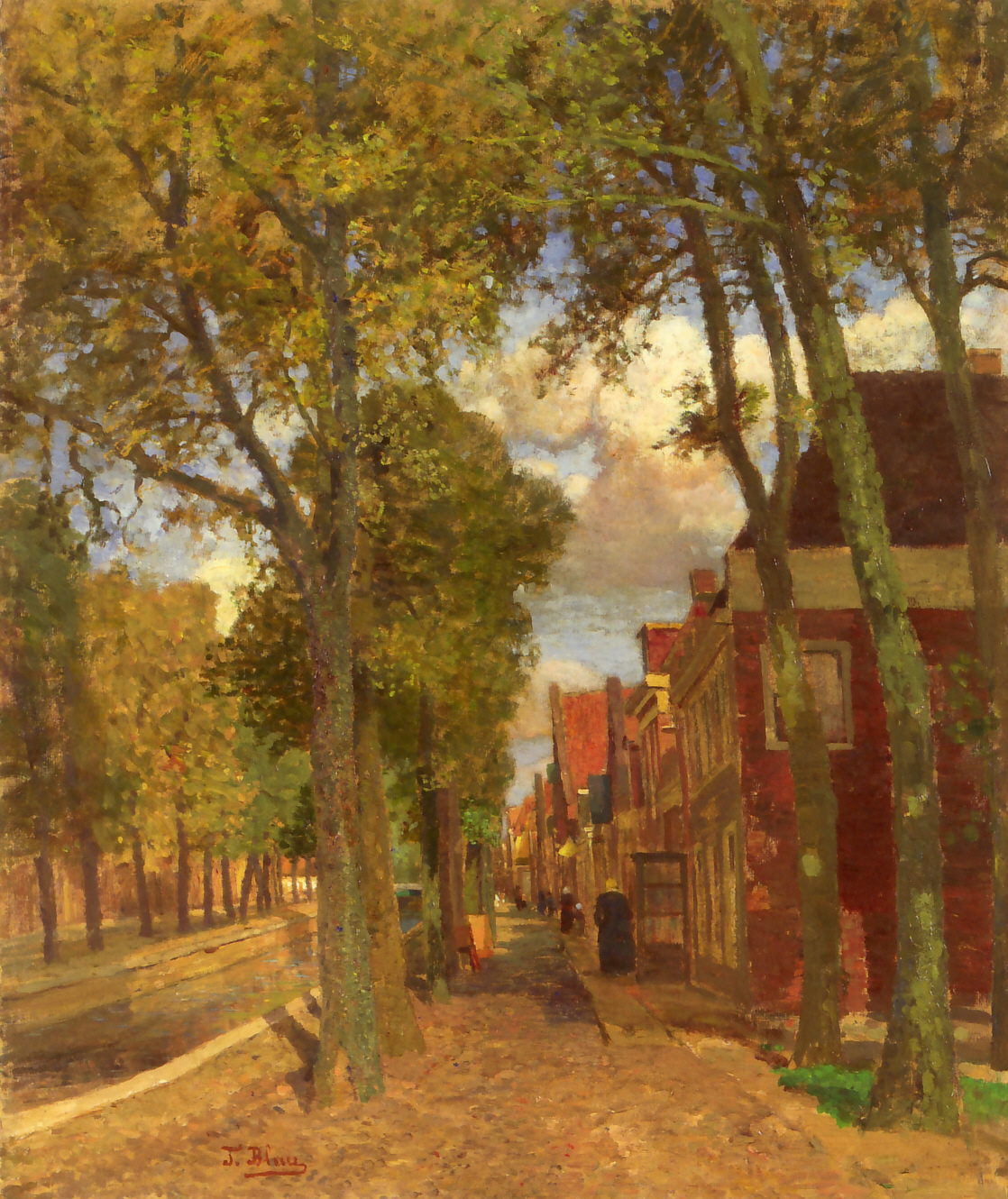
Канал у Фрісланді (1908)
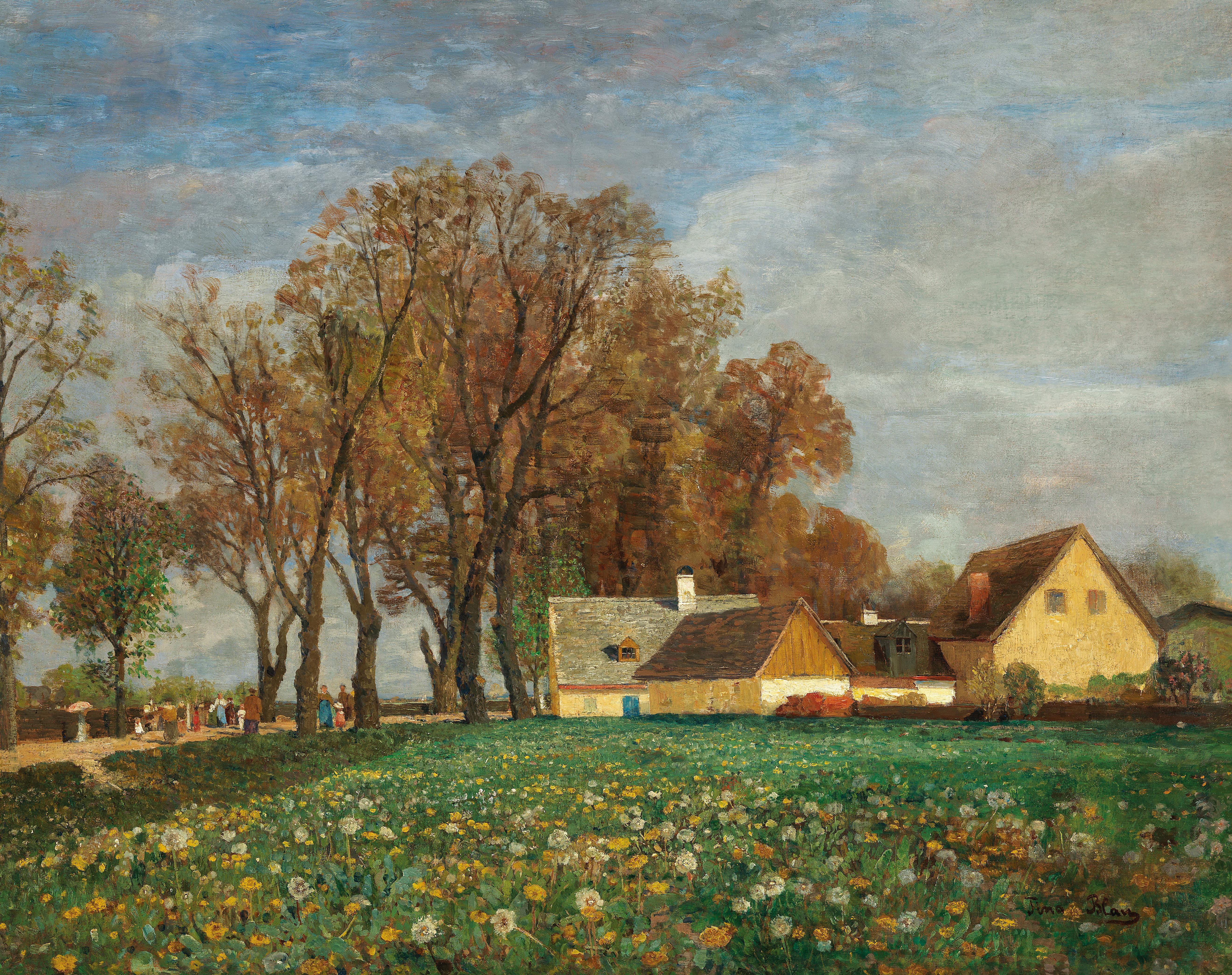
На Шляйсгаймерштрассе. (1916)